# 24749 Ґребель
24749 Ґребель (24749 Grebel) — астероїд головного поясу, відкритий 24 вересня 1992 року.
Тіссеранів параметр щодо Юпітера — 3,085.